# مهرجان هاكاتا جيون ياماكاسا
هاكاتا جيون ياماكاسا (博多祇園山笠) هو مهرجان ياباني يحتفل به من 1 حتى 15 يوليو في هاكاتا، فوكوكا. تتمحور الاحتفالات حول كوشيدا جينجا. يشتهر المهرجان بكاكياما، الذي يزن حوالي طن واحد ويتم حمله حول المدينة كفعل من أعمال السباق بالعوامات. يعتقد أن المهرجان عمره أكثر من 770 عامًا ويجذب ما يصل إلى مليون متفرج سنويًا. تم تصنيفه كخصم مهم من الممتلكات الثقافية الشعبية في اليابان في عام 1979. تم اختيار صوت ياماكاسا أيضًا من قبل وزارة البيئة كواحدة من 100 مناظر صوتي في اليابان.

## العوامات
العوامات، المسماة ياماكاسا، مقسمة إلى مجموعتين. الكاكياما هي العوامات الصغيرة والقابلة للحمل التي تتسابق في جميع أنحاء المدينة، بينما الكازارياما هي العوامات الثابتة التي يصل ارتفاعها إلى 13 مترًا وغالبًا ما تصور الأحداث التاريخية أو الأساطيرية للثقافة اليابانية. كانت الكاكياما والكازارياما في الأصل نفس الشيء، حيث كانت العوامات الكبيرة تحمل عبر المدينة. ومع ذلك، تم تقسيم ياماكاسا في عام 1898 عندما أصبحت خطوط الطاقة الكهربائية في هاكاتا شائعة جدًا بحيث لا يمكن نقل ياماكاسا الكبيرة عبر الشوارع.

## مناطق هاكاتا
هاكاتا، التي كانت في وقت سابق مدينة خاصة بها، اندمجت مع فوكوكا في عام 1876. الاحتفالات مركزة في الغالب في هاكاتا.
تم تقسيم هاكاتا إلى سبع مناطق بواسطة تويوتومي هيديوشي في عام 1586/1587. بعض هذه المناطق قد غيرت أسماءها وحدودها الدقيقة عدة مرات. مع ذلك، فإنهم لا يزالون يعتبرون أنفسهم السبع مناطق الأصلية. قريبًا بعد التقسيم، أصبح حمل ياماكاسا عبر منطقة الفرد تحديًا للسرعة. اليوم، الحدث الرئيسي، أوياما، هو سباق بين المناطق.
تتضمن هذه المناطق هيغاشي-ناغاري، ناكاسو-ناغاري، نيشي-ناغاري، تشيو-ناغاري، إبيسو-ناغاري، دوي-ناغاري ودايكوكو-ناغاري.

## الروابط الخارجية
- باللغة اليابانية صفحة هاكاتا جيون ياماكاسا الرئيسية
- باللغة الإنجليزية موقع بوابة هاكاتا جيون ياماكاسا: ياماكاسا-نافي
- هاكاتا جيون ياماكاسا هيئة الإذاعة اليابانية